# Ветрушка
 Тази статия е за селото в Южна България.  За върха в Голо бърдо вижте Ветрушка (връх).  
Ветрушка е село в Южна България. То се намира в община Ивайловград, област Хасково.

## География
Село Ветрушка се намира в планински район.